# Seznam belgijskih violinistov
Seznam belgijskih violinistov.

## B
- Charles Auguste de Bériot

## G
- Arthur Grumiaux

## K
- Sigiswald Kuijken

## R
- Vadim Repin

## S
- Irma Sèthe

## V
- Henri Vieuxtemps

## Y
- Eugène Ysaÿe